# Alcazar royal de Madrid
Pour les articles homonymes, voir Alcazar.
L’alcazar royal de Madrid (en espagnol : Real Alcázar de Madrid) fut la résidence de la famille royale espagnole et le siège de la cour depuis le règne de Charles Ier jusqu'à sa destruction dans un incendie en 1734, alors que le trône était occupé par Philippe V. Actuellement, le palais royal de Madrid s'élève à l'emplacement de l'alcazar royal.

## Histoire
Bien que l'édifice, avant sa destruction totale, soit largement documenté par des descriptions, des gravures, des peintures, des plans, etc. ses origines sont plus incertaines. 
L'alcazar royal occupait l'emplacement de l'ancien château de Madrid ou alcazar d'origine arabe. Autour de lui s'étendait un grand terrain. Cette forteresse antérieure était le résultat de l'évolution d'une tour de guet, suivie par un petit fortin et puis par des constructions militaires arabes existantes depuis la fondation de Madrid autour de 720. L'ensemble était construit au même endroit, sur une colline qui dominait le terrain environnant. Les rois de Castille entreprirent des travaux pour agrandir et aménager la forteresse ; c'est en particulier le cas de la famille de Trastamare qui en fit sa résidence habituelle de sorte qu'à la fin du XVe siècle, c'était l'une des principales forteresses de Castille. 
L'aspect général de cette forteresse peut être déduit de l'alcazar de Ségovie, sa forteresse sœur avant les modifications faites sur cette dernière par Philippe II.
Dans la nuit de Noël 1734, le palais était, comme c'était habituel, en travaux. La cour se trouvait au Pardo. Il se déclara un grand incendie qu'on ne put contrôler et qui, pendant quatre jours, consuma la résidence royale. Les premiers à venir lutter contre le feu et à tenter de sauver ce qui pouvait l'être furent les frères de la congrégation de San Gil. Malheureusement, on déploya des efforts dans le sauvetage de la chapelle et des innombrables joyaux et objets religieux qu'elle renfermait, sans compter l'argent liquide et les bijoux de la famille royale, mais on délaissa la collection d'œuvres d'art, les archives et la bibliothèque. Ce fut la raison pour laquelle fut perdue la plus grande partie de ce qui se trouvait à l'intérieur de l'édifice à ce moment. Les flammes dévorèrent la très précieuse collection qu'avaient réunie les Habsbourg pendant la période dorée de l'Empire espagnol, ainsi qu'une grande partie des œuvres d'art apportées par les Bourbons de leur France natale.

## Une collection d'art disparue

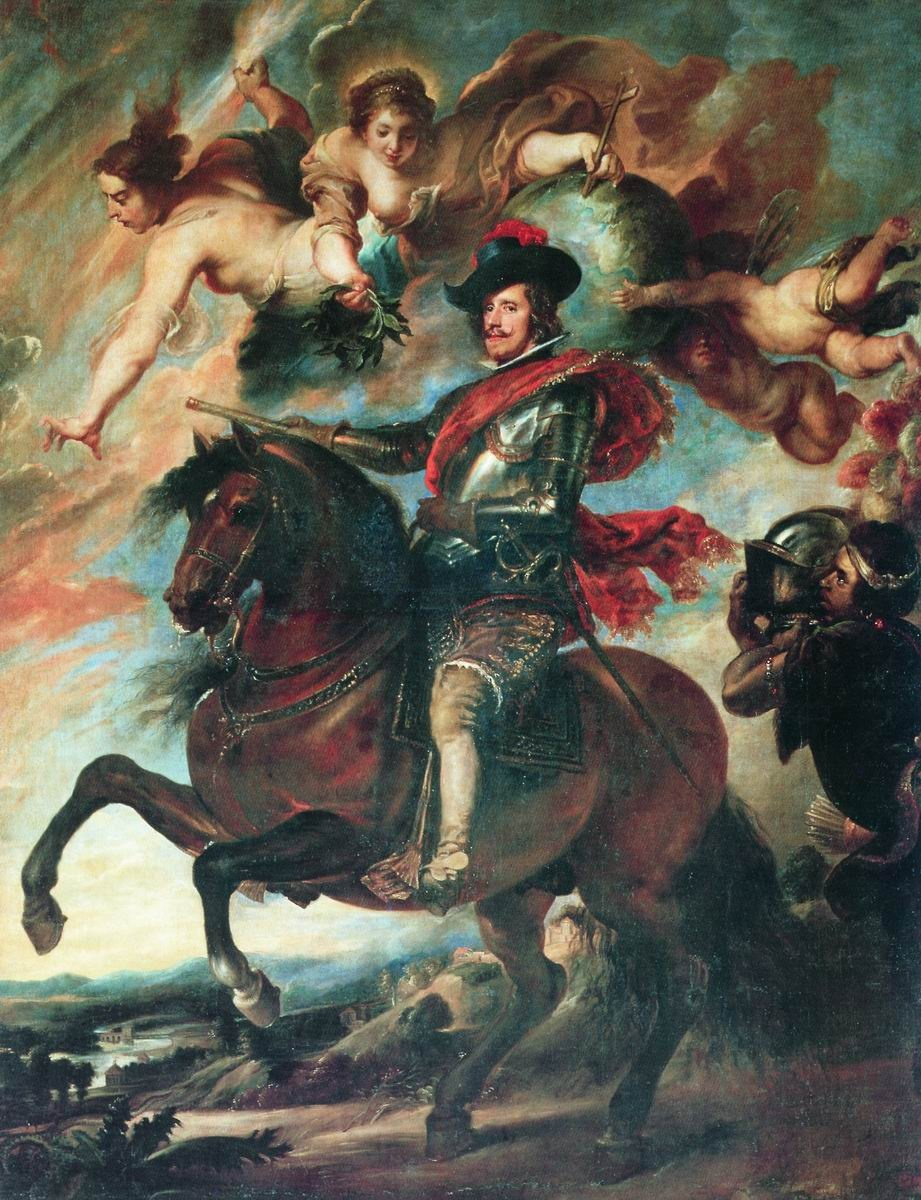
Copie (conservée au Offices de Florence) issue des ateliers de Vélasquez du tableau équestre de Rubens représentant Philippe IV.

Les Ménines (1656) de Vélasquez a pour décor une salle de l'Alcazar ; la toile est au musée du Prado.

L'Alcazar royal contenait en ses murs une importante collection d'objets d'art. On estime qu'à l'époque de l'incendie, près de 2 000 peintures, originales ou copies de maîtres, y étaient conservées (contre 1 547 en 1686) ; sur ce total, 500 seraient définitivement perdues. Une grande partie des toiles avait en réalité été transférée avant l'incendie, au palais du Buen Retiro, pour laisser place aux travaux, juste avant le drame. L'œuvre perdue et considérée comme majeure reste L'Expulsion des Morisques par Philippe III par Diego Vélasquez, exécutée et primée en 1627. Du même artiste, furent perdus trois des quatre tableaux de la série mythologique, Apollon écorchant Marsyas, Vénus et Adonis, Psyché et Cupidon, dont seule nous reste Mercure et Argos. Parmi les autres pièces majeures perdues, figurent des toiles de Rubens, comme le Portrait équestre de Philippe IV qui se trouvait dans la Salle aux Miroirs (Salón de los Espejos),  — dont il existe une copie (cf. ci-contre) — pendant d'un autre portrait équestre, celui de Charles Quint par Titien, Charles Quint à cheval à Mühlberg, rescapé et désormais au musée du Prado. D'autres Rubens furent perdus comme Le Rapt des Sabines et une vingtaine d'autres toiles qui se trouvaient sur les murs du Salon octogonal (Pieza Ochavada). Parmi les autres œuvres perdues du Titien, la série Les Douze Césars, exposée dans la Grand Salon (Salón Grande), qui fut traduite en gravures par Egidius Sadeler ; deux des quatre Furias qui se trouvaient également dans la Salle aux miroirs, les deux restantes étant conservées au Prado. L'inventaire laisse apparaître la perte d'œuvres du Tintoret, de Véronese, Ribera, Hieronymus Bosch, Alonso Sánchez Coello, Van Dyck, Le Greco, Annibale Carracci, Leonard de Vinci, Guido Reni, Raphaël, Jacopo Bassano, Le Corrège, entre autres,.
Parmi les œuvres sculptées sauvées, la série des douze bronzes inspirés des Lions Médicis qui se trouvaient dans la Salle aux miroirs, désormais dans la salle du trône du Palais royal de Madrid et au Prado.